# めちゃめちゃ!ブサイくん
『めちゃめちゃ!ブサイくん』は、小栗かずまたによる日本の漫画作品。『最強ジャンプ』（集英社）にて2018年11月号に読み切りが掲載後、2019年5月号から2021年5月号まで連載された。

## 登場人物
ブサイくん（ブサイ・クダーナ23世）
日本から遠く離れた国、ブサブサ国から転校してきた王子様。
じいや
ブサイくんの家来。
ユウ太くん
5年1組。
ケンジくん
5年1組。
リナちゃん
5年1組。
プリすけ
ブサイくんのペット。成長とともに、どんどん可愛くなってしまい、ブサイくんと一緒にいられなくなった。
アゴキン

## 書誌情報
- 小栗かずまた『めちゃめちゃ!ブサイくん』集英社〈ジャンプコミックス〉、全2巻
  1. 2020年4月3日発売[3][4]、ISBN 978-4-08-882266-2
  2. 2021年6月4日発売[5]、ISBN 978-4-08-882693-6